# Comuna Kavarna, Dobrici
Kavarna este o comună din regiunea Dobrici, Bulgaria, cuprinzând orașul Kavarna și localitățile din jurul său.

## Demografie
Componența etnică a comunei Kavarna
     Turci (3,84%)
     Nicio identificare (12,56%)
     Romi (13,51%)
     Bulgari (69,49%)
     Altele (0,57%)
La recensământul din 2011, populația comunei Kavarna era de 15.358 locuitori. Din punct de vedere etnic, majoritatea locuitorilor (69,49%) erau bulgari, existând și minorități de romi (13,51%) și turci (3,84%). Pentru 12,56% din locuitori nu este cunoscută apartenența etnică.